# Mario Roberto Zuñiga
Mario Roberto Zúniga es un músico de origen salvadoreño y el actual director de la Orquesta Internacional Canela de El Salvador.

## Biografía
Nació en la ciudad de San Vicente. Hijo de Carmen Hernández de Zúniga y de Salvador Zúniga, profesor e integrante de la banda regimental, Mario Roberto, También reconocido como músico y maestro, recibió los primeros conocimientos musicales de su padre, posteriormente Mario Roberto Zuniga emigra a San Salvador a estudiar bachillerato en artes opción música. También ha participado como integrante, director y arreglista de varias agrupaciones en El Salvador.
En 1986 participa como Director en festival OTI de la canción realizado en Santiago de Chile, con la canción Pensalo dos Veces Martín, autoría de Daniel Rucks y fue interpretada por el salvadoreño Jaime Turich , posteriormente se dedica a dirigir su propia orquesta que hoy conocemos como internacional orquesta Canela. La cual a la fecha ha realizado giras por Canadá y Estados Unidos, grabaciones las cuales son muy conocidas por todo los salvadoreños entre las que podemos mencionar Morena Salvadoreña, Ingrata, La Cumbia De Los Mojados, Amor Tirano, El Baile De La Vela, Sola en la cama, violencia. Recientemente mix perro mocho, fiestas de agosto, la pruebita canción que es interpretada por su hija Mariela Zúniga quien recientemente se ha incorporado a las filas de la internacional Orquesta Canela.
Mario Roberto durante su carrera ha acompañado a grandes artistas internacionales como, Leo Dan, Lucho Muñoz y Los Galos, Los Dandy's, Alci Acosta, los iracundos entre otros. Actualmente, participa en la famosa Platinum Orquesta como arreglista y músico de la misma. Mario Roberto ejecuta aproximadamente 10 instrumentos razón por la cual lo han denominado los medios cariñosamente como El Hombre Orquesta aunque otros los llaman Mario Roberto Guepaje.